# Systolocranius
Systolocranius is een geslacht van kevers uit de familie van de loopkevers (Carabidae). De wetenschappelijke naam van het geslacht is voor het eerst geldig gepubliceerd in 1857 door Chaudoir.

## Soorten
Het geslacht Systolocranius omvat de volgende soorten:
- Systolocranius alternans Chaudoir, 1882
- Systolocranius ampliolatus Peringuey, 1926
- Systolocranius brachymorphus Chaudoir, 1882
- Systolocranius brachypterus Basilewsky, 1949
- Systolocranius carinatus Lecordier, 1972
- Systolocranius centralis Lecordier, 1972
- Systolocranius curtus Basilewsky, 1949
- Systolocranius depressus Alluaud, 1923
- Systolocranius discrepans Peringuey, 1908
- Systolocranius elongatus Chaudoir, 1882
- Systolocranius giganteus (Chaudoir, 1854)
- Systolocranius girardi Lecordier, 1972
- Systolocranius goryi (Gory, 1833)
- Systolocranius ingens Alluaud, 1934
- Systolocranius linea (Wiedemann, 1821)
- Systolocranius lucidulus Chaudoir, 1882
- Systolocranius luvungiensis Burgeon, 1935
- Systolocranius mandibularis Basilewsky, 1948
- Systolocranius parumpunctatus Lecordier, 1972
- Systolocranius perrieri (Fairmaire, 1903)
- Systolocranius protenius Basilewsky, 1949
- Systolocranius ruandanus Lecordier, 1972
- Systolocranius senegalensis Gemminger & Harold, 1868
- Systolocranius sulcipennis Chaudoir, 1882
- Systolocranius tibialis Lecordier, 1972
- Systolocranius uelensis Burgeon, 1935
- Systolocranius valens Lecordier, 1986
- Systolocranius zavattarii G.Muller, 1941